# بخش رایگاد
بخش رایگاد (به انگلیسی: Raigad district) یک منطقهٔ مسکونی در هند است که در بخش کنکان واقع شده‌است. بخش رایگاد ۷٬۱۵۲ کیلومتر مربع مساحت و ۲٬۶۳۴٬۲۰۰ نفر جمعیت دارد.